# Lätjärnen (Dalby socken, Värmland)
Lätjärnen är en sjö i Torsby kommun i Värmland och ingår i Göta älvs huvudavrinningsområde. Lätjärnen ligger i Kölarna Natura 2000-område.